# .it
.it es el dominio de nivel superior geográfico (ccTLD) para Italia.